# Cirugía de la mano

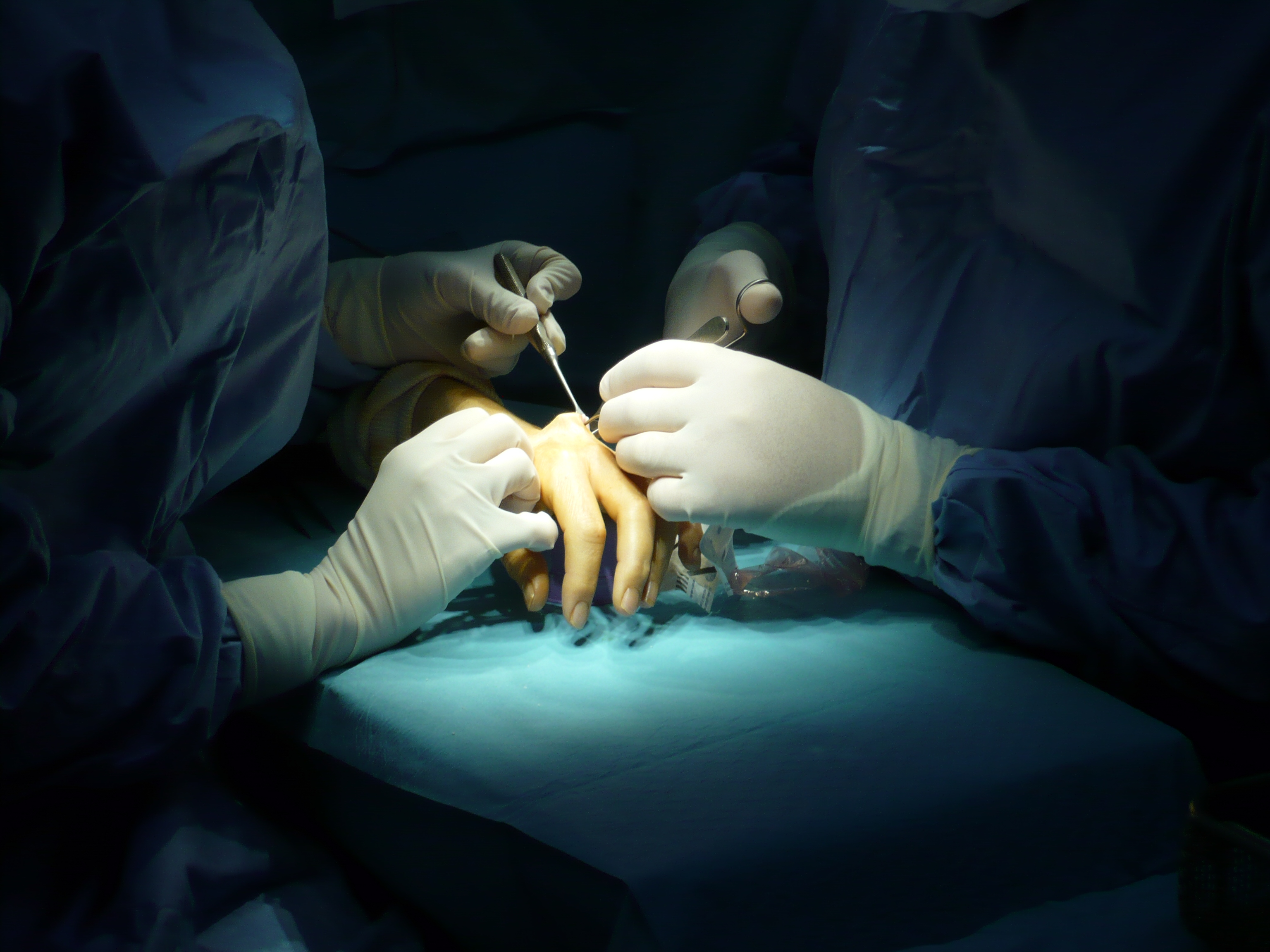
Cirugía de la mano

El campo de la cirugía de la mano se ocupa tanto del tratamiento quirúrgico como del no quirúrgico de las condiciones y problemas que puedan producirse en la mano o en las extremidades superiores (comúnmente desde la punta de los dedos de la mano hasta el hombro), incluyendo lesiones e infecciones. La cirugía de la mano puede ser practicada por los graduados de cirugía general, cirugía ortopédica y cirugía plástica.
Los cirujanos plásticos y cirujanos ortopédicos reciben capacitación significativa en la cirugía de la mano durante su entrenamiento de residencia. La junta directiva certifica a los cirujanos generales plásticos, ortopédicos o los que han completado una beca de capacitación en cirugía de la mano y han cumplido con una serie de otros requisitos de práctica, estos están calificados para tomar el examen del «Certificado de Cualificaciones Añadidas en Cirugía de la Mano» antes conocido como el CAQSH, ahora se conoce como el SOTH.
Independientemente de su campo original de la formación, una vez que los candidatos han completado una beca aprobada en cirugía de la mano, todos los cirujanos de la mano han recibido capacitación en el tratamiento de todas las lesiones, tanto a los huesos y tejidos blandos de la mano y extremidad superior. Entre los que no tienen la formación de mano adicional, los cirujanos plásticos generalmente han recibido capacitación para manejar la mano y amputaciones traumáticas que requieren una operación de «replante». Los cirujanos ortopédicos están capacitados para reconstruir todos los aspectos necesarios para salvar los anexos: tendones, músculos, huesos. Los cirujanos ortopédicos están capacitados para manejar las fracturas complejas de la mano y las lesiones de los huesos del carpo que alteran la mecánica de la muñeca, que es muy sensible.

## Historia
El contexto histórico de los tres campos de clasificación es que tanto la cirugía plástica y cirugía ortopédica son ramas más recientes fuera del tronco principal de la cirugía general. La cirugía de mano moderna comenzó en la Segunda Guerra Mundial como una decisión de la planificación militar. El Surgeon General of the United States Army, por entonces el General Norman T. Kirk, sabía que las lesiones de la mano en la Primera Guerra Mundial tuvieron malos resultados, en parte porque no había ningún sistema formal para tratar con ellos. Kirk también supo que su colega quirúrgico general Dr. Sterling Bunnell tuvo un interés especial y experiencia en el campo de la reconstrucción de mano. Kirk pidió a Bunnell entrenar a cirujanos militares en la administración de daños de mano para tratar a los heridos de guerra, y en ese tiempo de la cirugía de mano se convirtió en una especialidad formal.
Los cirujanos ortopédicos continuaron desarrollando técnicas especiales para gestionar los huesos pequeños, como se encuentra en la muñeca y la mano. Los pioneros en cirugía plástica desarrollaron técnicas de microcirugía para reparar los pequeños nervios y arterias de la mano. Cirujanos de las tres especialidades han contribuido al desarrollo de técnicas para la reparación de tendones y la gestión de una amplia gama de lesiones agudas y crónicas de mano. La cirugía de la mano incorpora técnicas de ortopedia, cirugía plástica, cirugía general, neurocirugía, cirugía vascular y microvascular y la psiquiatría. Un avance reciente es la progresión de cirugía de la mano completamente despierto.
En algunos países como Suecia, Finlandia y Singapur, la cirugía de mano es reconocida como una especialidad clínica en su propio derecho, con un programa de formación de seis años formal. Los cirujanos de mano que pasan por estos programas están capacitados en todos los aspectos de la cirugía de mano, la combinación y el dominio de todas las habilidades tradicionalmente asociadas con «cirujanos ortopédicos de la mano» y «cirujanos plásticos de la mano» para convertirse igualmente hábil en el manejo de las lesiones de tendones, ligamentos y huesos, así como reconstrucción microquirúrgica como la reinserción de las piezas cortadas o transferencias de tejidos libres y trasplantes.

## Alcance de campo
Los cirujanos de mano realizan una amplia variedad de operaciones tales como reparaciones de fracturas, liberación, transferencia y reparación de tendones y reconstrucción de lesiones, deformidades reumatoides y defectos congénitos. También realizan reinserción microquirúrgica de dedos y miembros amputados, la reconstrucción microquirúrgica de los tejidos blandos y los huesos, la reconstrucción del nervio, y la cirugía para mejorar la función de los miembros superiores paralizados. Existen dos sociedades médicas en los Estados Unidos para proporcionar educación médica continua a cirujanos de mano: la American Association for Hand Surgery (AAHS) y la American Society for Surgery of the Hand (ASSH). En Gran Bretaña, la sociedad médica para los cirujanos de la mano es la: The British Society for Surgery of the Hand (BSSH). En Europa, varias sociedades se unen por la Federation of European Societies for Surgery of the Hand (FESSH).

## Indicaciones
Las condiciones siguientes pueden ser indicaciones para la cirugía de mano:
- Daños de mano
- Síndrome del túnel carpiano
- Artritis reumatoide
- Defectos congénitos